# Liste der Kulturdenkmale in Lehesten
In der thüringischen Stadt Lehesten im Landkreis Saalfeld-Rudolstadt und ihren Ortsteilen befinden sich folgende Kulturdenkmale (Stand: 12. Februar 2013):

## Brennersgrün
Einzeldenkmale
| Bild                                    | Bezeichnung                                                 | Lage                          | Datierung | Beschreibung | ID |
| --------------------------------------- | ----------------------------------------------------------- | ----------------------------- | --------- | ------------ | -- |
| Direkt Bild zu diesem Denkmal hochladen | Streckenabschnitt des „Thüringer Rennsteigs“ mit Sachteilen | Koordinaten fehlen! Hilf mit. |           |              |    |

## Lehesten
Denkmalensembles
| Bild            | Bezeichnung                                    | Lage    | Datierung | Beschreibung | ID |
| --------------- | ---------------------------------------------- | ------- | --------- | ------------ | -- |
| Fotos hochladen | Denkmalensemble „Historischer Schieferbergbau“ | (Karte) |           |              |    |

Einzeldenkmale
| Bild                           | Bezeichnung                                                 | Lage                          | Datierung | Beschreibung | ID |
| ------------------------------ | ----------------------------------------------------------- | ----------------------------- | --------- | ------------ | -- |
| Fotos hochladen                | Streckenabschnitt des „Thüringer Rennsteigs“ mit Sachteilen | Koordinaten fehlen! Hilf mit. |           |              |    |
| Fotos hochladen                | Grenzturm                                                   | Koordinaten fehlen! Hilf mit. |           |              |    |
| Fotos hochladen                | Wohnhaus                                                    | Albert-Neumeister-Straße 2    |           |              |    |
| Fotos hochladen                | Wohnhaus                                                    | Albert-Neumeister-Straße 4    |           |              |    |
| Fotos hochladen                | Gehöft                                                      | (Karte)                       |           |              |    |
| Fotos hochladen                | Dachdeckerschule                                            | (Karte)                       |           |              |    |
| weitere Bilder Fotos hochladen | Kirche St. Agathen mit Ausstattung und Einfriedung          | (Karte)                       |           |              |    |
| Fotos hochladen                | Marktbrunnen                                                | (Karte)                       |           |              |    |
| Fotos hochladen                | Wohnhaus                                                    | Marktplatz 2                  |           |              |    |
| Fotos hochladen                | Wohnhaus                                                    | Neustadt 174                  |           |              |    |
| Fotos hochladen                | Friedhofskapelle                                            | (Karte)                       |           |              |    |
| weitere Bilder Fotos hochladen | Rathaus                                                     | (Karte)                       |           |              |    |
| Fotos hochladen                | Wohn- und Geschäftshaus                                     | (Karte)                       |           |              |    |

## Röttersdorf
Einzeldenkmale
| Bild            | Bezeichnung                                                                | Lage    | Datierung | Beschreibung | ID |
| --------------- | -------------------------------------------------------------------------- | ------- | --------- | ------------ | -- |
| Fotos hochladen | Ehemaliger Kontrollpunkt-Gebäude einschl. vier zugehöriger Straßenlaternen | (Karte) |           |              |    |

## Schmiedebach
Einzeldenkmale
| Bild                           | Bezeichnung                                      | Lage            | Datierung | Beschreibung                                | ID |
| ------------------------------ | ------------------------------------------------ | --------------- | --------- | ------------------------------------------- | -- |
| Fotos hochladen                | Eisengussbrunnen                                 | (Karte)         |           |                                             |    |
| Fotos hochladen                | Mühle am südlichen Ortsrand                      | (Karte)         |           |                                             |    |
| Fotos hochladen                | Friedhof mit Kapelle und Grabstätte Karl Oertel  | (Karte)         |           | Grabmal Oertel 1903/1904 von Hermann Obrist |    |
| weitere Bilder Fotos hochladen | Ehemaliges Außenlager „Laura“ des KZ Buchenwald  | (Karte)         |           |                                             |    |
| Fotos hochladen                | Schieferbruch Oertel                             | (Karte)         |           |                                             |    |
| weitere Bilder Fotos hochladen | Kirche mit Ausstattung, Kirchhof mit Einfriedung | (Karte)         |           |                                             |    |
| Fotos hochladen                | Gehöft                                           | (Karte)         |           |                                             |    |
| Fotos hochladen                | Scheune                                          | (Karte)         |           |                                             |    |
| Fotos hochladen                | Gehöft                                           | (Karte)         |           |                                             |    |
| Fotos hochladen                | Wohnhaus                                         | Schmiedebach 32 |           |                                             |    |
| Fotos hochladen                | Wohnstallhaus                                    | (Karte)         |           |                                             |    |
| Fotos hochladen                | Ehemalige Schule                                 | (Karte)         |           |                                             |    |

## Quelle
- Denkmalliste des Landkreises Saalfeld-Rudolstadt. (PDF; 632 kB) kreis-slf.de